# ByeAlex
ByeAlex, właśc. Alex Márta (ur. 6 czerwca 1984 w Kisvárdzie) – węgierski wokalista indie pop.

## Życiorys
Alex Márta zaczął śpiewać w młodym wieku. Studiował w Kisvárda i Fényeslitke. Otrzymał dyplom z filozofii na Uniwersytecie w Miszkolcu. W 2012 roku wydał singiel „Kedvesem”, który został zremiksowany przez Zoohackera. W tym samym roku wystartował z tym remiksem w węgierskich eliminacjach eurowizyjnych A Dal, które ostatecznie wygrał w marcu 2013, zostając tym samym reprezentantem Węgier w 57. Konkursie Piosenki Eurowizji organizowanym w Malmö. 16 maja wystąpił w drugim półfinale konkursu i z ósmego miejsca awansował do finału. W sobotnim finale zajął ostatecznie dziesiąte miejsce po zdobyciu łącznie 84 punktów, w tym m.in. z maksymalną notą 12 punktów z Niemiec. Po udziale w konkursie piosenka zdobyła bardzo dużą popularność na Węgrzech, a także w innych europejskich krajach, w tym w Estonii i na Litwie.
W grudniu tego samego roku ukazała się jego debiutancka płyta studyjna zatytułowana Szörpoholista.

## Dyskografia

### Albumy
- Szörpoholista (2013)

### Single
| Rok                                                | Tytuł                        | Pozycja na liście | Pozycja na liście | Pozycja na liście | Pozycja na liście |
| Rok                                                | Tytuł                        | HUN               | AUT               | NLD               | SWI               |
| -------------------------------------------------- | ---------------------------- | ----------------- | ----------------- | ----------------- | ----------------- |
| 2012                                               | „Láttamoztam”                | –                 | –                 | –                 | –                 |
| 2012                                               | „Csókolom!”                  | –                 | –                 | –                 | –                 |
| 2012                                               | „Messziről”                  | –                 | –                 | –                 | –                 |
| 2012                                               | „Kedvesem”                   | –                 | –                 | –                 | –                 |
| 2012                                               | „Kedvesem (Zoohacker Remix)” | 2                 | 59                | 35                | 40                |
| 2013                                               | „One For Me”                 | –                 | –                 | –                 | –                 |
| 2013                                               | „Nekemte”                    | –                 | –                 | –                 | –                 |
| „–” oznacza, że singel nie był notowany na liście. |                              |                   |                   |                   |                   |

### Występy gościnne
| Rok  | Artysta                          | Tytuł     | Źródło |
| ---- | -------------------------------- | --------- | ------ |
| 2012 | John the Valiant (feat. ByeAlex) | „Te vagy” | [ 2 ]  |